# Équipe d'Australie masculine de water-polo
L’équipe d'Australie masculine de water-polo est l'équipe qui représente l'Australie dans les compétitions internationales. Son surnom est les Sharks (requins) et elle a débuté en compétition pour les Jeux olympiques de 1948, toujours qualifiée sauf pour Atlanta 1996. Qualifiée pour les Jeux olympiques de 1968 à Mexico, le comité national olympique décide de ne pas l'y envoyer. Son meilleur placement olympique est une cinquième place en 1984 et en 1992. Lors des Championnats du monde, son meilleur placement est une 4e place à domicile en 1998 à Perth. En Coupe du monde, elle a atteint la 3e place en 1993. Elle est dirigée par l'Australian Water Polo Inc (AWPI).

## Palmarès

### Tableau des médailles
| Ligue mondiale - (2007, 2008 et 2019) | Coupe du monde - (1993) |

## Performances dans les compétitions internationales

### Jeux olympiques
- 1980 : 7e place
- 1984 : 5e place
- 1988 : 8e place
- 1992 : 5e place
- 2000 : 8e place
- 2004 : 9e place
- 2008 : 8e place
- 2012 : 7e place
- 2016 : 9e place
- 2020 : 9e place
- 2024 : 8e place